# Čudnovate zgode šegrta Hlapića
Čudnovate zgode šegrta Hlapića é um filme de animação de drama croata de 1997 dirigido e escrito por Milan Blažeković. Foi selecionado como representante da Croácia à edição do Oscar 1998, organizada pela Academia de Artes e Ciências Cinematográficas.